# Medaile Obránce svobodného Ruska
Medaile Obránce svobodného Ruska (rusky Медаль «Защитнику свободной России») je státní vyznamenání Ruské federace založené roku 1992. Udělena může být občanům Ruska i cizím státním příslušníkům.

## Historie
Medaile byla založena zákonem Ruské federace č. 3183-I O zřízení medaile Obránce svobodného Ruska ze dne 2. července 1992. První medaile byly uděleny posmrtně, a to zemřelým během událostí známých jako srpnový puč, který proběhl ve dnech 19. až 21. srpna 1991. Oceněnými byli Dmitrij Alexejevič Komar, Ilja Kričevskij a Vladimir Alexandrovič Usov.

## Pravidla udílení
Medaile je udílena prezidentem Ruské federace občanům Ruské federace, cizím státním příslušníkům i osobám bez státní příslušnosti za odvahu projevenou při ochraně ústavního pořádku při pokusu o státní převrat ve dnech 19. až 21. srpna 1991, za zásluhy o realizaci demokratických transformací, ekonomických a politických reforem, posílení ruské státnosti a za přínos k řešení národních problémů.
Medaile Obránce svobodného Ruska se nosí nalevo na hrudi. V přítomnosti dalších ruských vyznamenání původně následovala po medaili Za udatnou práci za Velké vlastenecké války 1941–1945. Podle předpisů o státních vyznamenáních zavedených dekretem prezidenta Ruské federace č. 442 ze dne 2. března 1994 byl status medaile povýšen a nosila se za medailí Za odvahu. Dekretem prezidenta Ruské federace č. 1099 O opatřeních ke zlepšení systému státních vyznamenání Ruské federace ze dne 7. září 2010 byla tato medaile zařazena za Puškinovu medaili.

## Popis medaile
Medaile pravidelného kulatého tvaru o průměru 34 mm je vyrobena ze tombaku. Na přední straně je uprostřed řecký kříž. Uprostřed je reliéf svatého Jiří, jak zabíjí draka. Ve spodním rameni kříže je vepsáno datum 21 августа 1991 (21. srpna 1991).  Mezi rameny kříže jsou dubové a vavřínové větvičky. Na zadní straně je vyobrazen Bílý dům, před kterým jsou vztyčené barikády. Vespod je nápis v cyrilici Защитнику свободной России (obránce svobodného Ruska). Vnější okraj medaile je vystouplý.
Medaile je připojena pomocí jednoduchého kroužku ke kovové destičce ve tvaru pětiúhelníku potažené hedvábnou stuhou z moaré širokou 24 mm. Levá část stuhy je modrá a pravá má barvu svatojiřské stuhy.